# Olympische Winterspiele 2018/Teilnehmer (Irland)
| Gelbes Symbol für Goldmedaillen mit stilisierten Olympischen Ringen | Graues Symbol für Silbermedaillen mit stilisierten Olympischen Ringen | Braundes Symbol für Bronzemedaillen mit stilisierten Olympischen Ringen |
| ------------------------------------------------------------------- | --------------------------------------------------------------------- | ----------------------------------------------------------------------- |
| —                                                                   | —                                                                     | —                                                                       |

Irland nahm an den Olympischen Winterspielen 2018 in Pyeongchang mit fünf Athleten in vier Sportarten teil, davon vier Männer und eine Frau. Fahnenträger bei der Eröffnungsfeier war Seamus O’Connor.

## Teilnehmer nach Sportarten

### Ski Alpin
| Athleten         | Wettbewerbe  | 1. Lauf     | 2. Lauf     | Gesamt        | Gesamt        |
| Athleten         | Wettbewerbe  | Zeit        | Zeit        | Zeit          | Rang          |
| ---------------- | ------------ | ----------- | ----------- | ------------- | ------------- |
| Frauen           |              |             |             |               |               |
| Tess Arbez       | Slalom       | 59,47 s     | 59,00       | 1:58,47 min   | 46            |
| Tess Arbez       | Riesenslalom | 1:22,12 min | 1:18,12 min | 2:40,24 min   | 50            |
| Männer           |              |             |             |               |               |
| Patrick McMillan | Abfahrt      | −           | −           | 1:49,98 min   | 52            |
| Patrick McMillan | Super-G      | −           | −           | 1:33,54 min   | 48            |
| Patrick McMillan | Kombination  | 1:25,77 min | DNF         | ausgeschieden | ausgeschieden |

### Skilanglauf
| Athleten                | Wettbewerbe     | Qualifikation | Qualifikation | Viertelfinale | Viertelfinale | Halbfinale    | Halbfinale    | Finale        | Finale        | Rang |
| Athleten                | Wettbewerbe     | Zeit          | Rang          | Zeit          | Rang          | Zeit          | Rang          | Zeit          | Rang          | Rang |
| ----------------------- | --------------- | ------------- | ------------- | ------------- | ------------- | ------------- | ------------- | ------------- | ------------- | ---- |
| Männer                  |                 |               |               |               |               |               |               |               |               |      |
| Thomas Maloney Westgård | Sprint          | 3:29,16 min   | 62            | ausgeschieden | ausgeschieden | ausgeschieden | ausgeschieden | ausgeschieden | ausgeschieden | 62   |
| Thomas Maloney Westgård | 15 km klassisch | −             | −             | −             | −             | −             | −             | 37:36,6 min   | 63            | 63   |
| Thomas Maloney Westgård | 30 km Skiathlon | −             | −             | −             | −             | −             | −             | 1:32:34,2 h   | 60            | 60   |
| Thomas Maloney Westgård | 50 km klassisch | −             | −             | −             | −             | −             | −             | DNS           | DNS           | DNS  |

### Freestyle-Skiing
| Athleten      | Wettbewerbe | Qualifikation | Qualifikation | Finale        | Finale        | Rang |
| Athleten      | Wettbewerbe | Punkte        | Rang          | Punkte        | Rang          | Rang |
| ------------- | ----------- | ------------- | ------------- | ------------- | ------------- | ---- |
| Männer        |             |               |               |               |               |      |
| Brendan Newby | Halfpipe    | 53,80         | 22            | ausgeschieden | ausgeschieden | 22   |

### Snowboard
| Athleten        | Wettbewerbe | Qualifikation | Qualifikation | Finale        | Finale        | Rang |
| Athleten        | Wettbewerbe | Punkte        | Rang          | Punkte        | Rang          | Rang |
| --------------- | ----------- | ------------- | ------------- | ------------- | ------------- | ---- |
| Männer          |             |               |               |               |               |      |
| Seamus O’Connor | Halfpipe    | 65,50         | 18            | ausgeschieden | ausgeschieden | 18   |